# Château-la-Vallière

Château-la-Vallière este o comună în departamentul Indre-et-Loire, Franța. În 1 ianuarie 2022 avea o populație de 1.734 de locuitori.